# Бразильская кухня

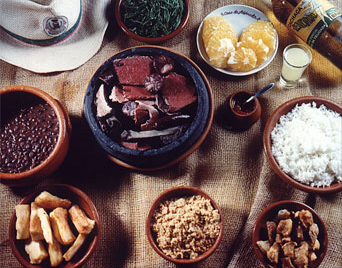
Бразильские блюда

Бразильская кухня (порт. culinária do Brasil) — совокупность кулинарных практик и традиций Бразилии, для которой характерны европейские, индейские, африканские и, в последнее время, азиатские (в основном японские) влияния. Она сильно варьируется в зависимости от региона, отражая соотношение коренного и иммигрантского населения страны, а также ее континентальные размеры. Это создало национальную кухню, отмеченную сохранением региональных различий.
Ингредиенты, впервые использованные коренными народами Бразилии, включают орехи кешью, маниоку, гуарану, асаи, кумару и тукупи. Туда многочисленные волны иммигрантов привезли некоторые из своих типичных блюд, заменив недостающие ингредиенты местными эквивалентами. Например, европейские иммигранты (в основном из Португалии, Италии, Испании, Германии, Нидерландов, Польши и Украины), привыкли к диете на основе пшеницы и ввели в бразильскую кухню вино, листовые овощи и молочные продукты. Когда картофель был недоступен, они обнаружили, как использовать местный сладкий маниок в качестве замены. Порабощенные африканцы также сыграли свою роль в развитии бразильской кухни, особенно в прибрежных штатах. Иностранное влияние распространилось и на более поздние миграционные волны — японские иммигранты привнесли большую часть продуктов питания, которые сегодня бразильцы ассоциируют с азиатской кухней, и ввели крупномасштабные границы еще в XX веке.
Самые известные региональные кухни принадлежат штатам Минас-Жерайс и Баия. Кухня штата Минас-Жерайс имеет европейское влияние в деликатесах и молочных продуктах, таких как бобы тропейро, pão de queijo и свежий сыр Минас, а также на кухню Баии из-за присутствия африканских деликатесов, таких как acarajé, abará и vatapá.
Корнеплоды, такие как маниок (местное название — mandioca, aipim или macaxeira), ямс и фрукты, такие как асаи, купуасу, манго, папайя, гуава, апельсин, маракуйя, ананас и ямайская слива, среди местных ингредиентов используемых в кулинарии.
Некоторые типичные блюда — это фейжоада, которая считается национальным блюдом страны, и региональные блюда, такие как beiju, feijão tropeiro, vatapá, moqueca capixaba, полента (итальянская кухня) и акараже (африканская кухня). Есть также caruru, который состоит из бамии, лука, сушеных креветок и жареных орехов (арахис или кешью), приготовленных с пальмовым маслом до однородной консистенции; moqueca baiana, состоящая из рыбы, приготовленной на медленном огне в пальмовом масле и кокосовом молоке, помидоров, болгарского перца, лука и чеснока, посыпанной кинзой.
Национальным напитком является кофе, в то время как кашаса является родным напитком Бразилии. Кашаса перегоняется из ферментированного сусла сахарного тростника и является основным ингредиентом национального коктейля кайпиринья.
Сырные булочки (pão-de-queijo) и salgadinhos, такие как pastéis, коксинья, risólis и киббех (из арабской кухни), являются обычными блюдами из закусок, а cuscuz de tapioca (измельчённая тапиока) — популярным десертом.

## Региональные кухни
Нет точной единой «национальной бразильской кухни», но есть ассортимент различных региональных традиций и типичных блюд. Это разнообразие связано с происхождением людей, населяющих каждую область.
Например, кухня Баии находится под сильным влиянием сочетания африканской, местной и португальской кухонь. Перец чили (включая соусы чили) и пальмовое масло очень распространены. Однако в северных штатах из-за обилия лесов и пресноводных рек рыба, фрукты и маниока (включая муку из маниоки) являются основными продуктами питания. На крайнем юге, как и в Риу-Гранди-ду-Сул, влияние больше смещается в сторону традиций гаучо, разделяемых его соседями Аргентиной и Уругваем, со многими мясными продуктами, благодаря животноводческой экономике этого региона; чурраско, разновидность барбекю, является местной традицией.

### Кухня Юго-Восточной Бразилии

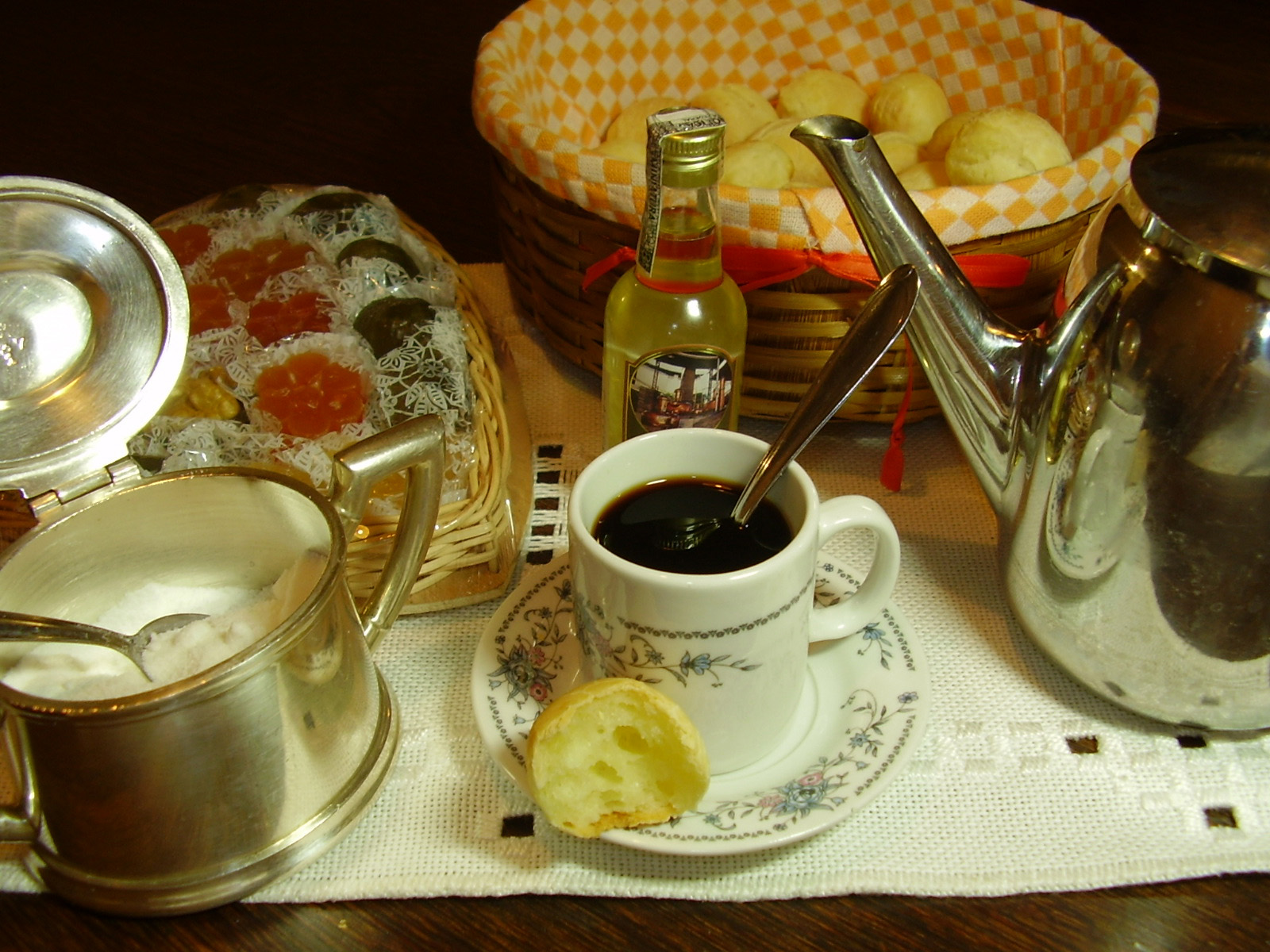
Pão de queijo, кофе и маленькая бутылка кашасы

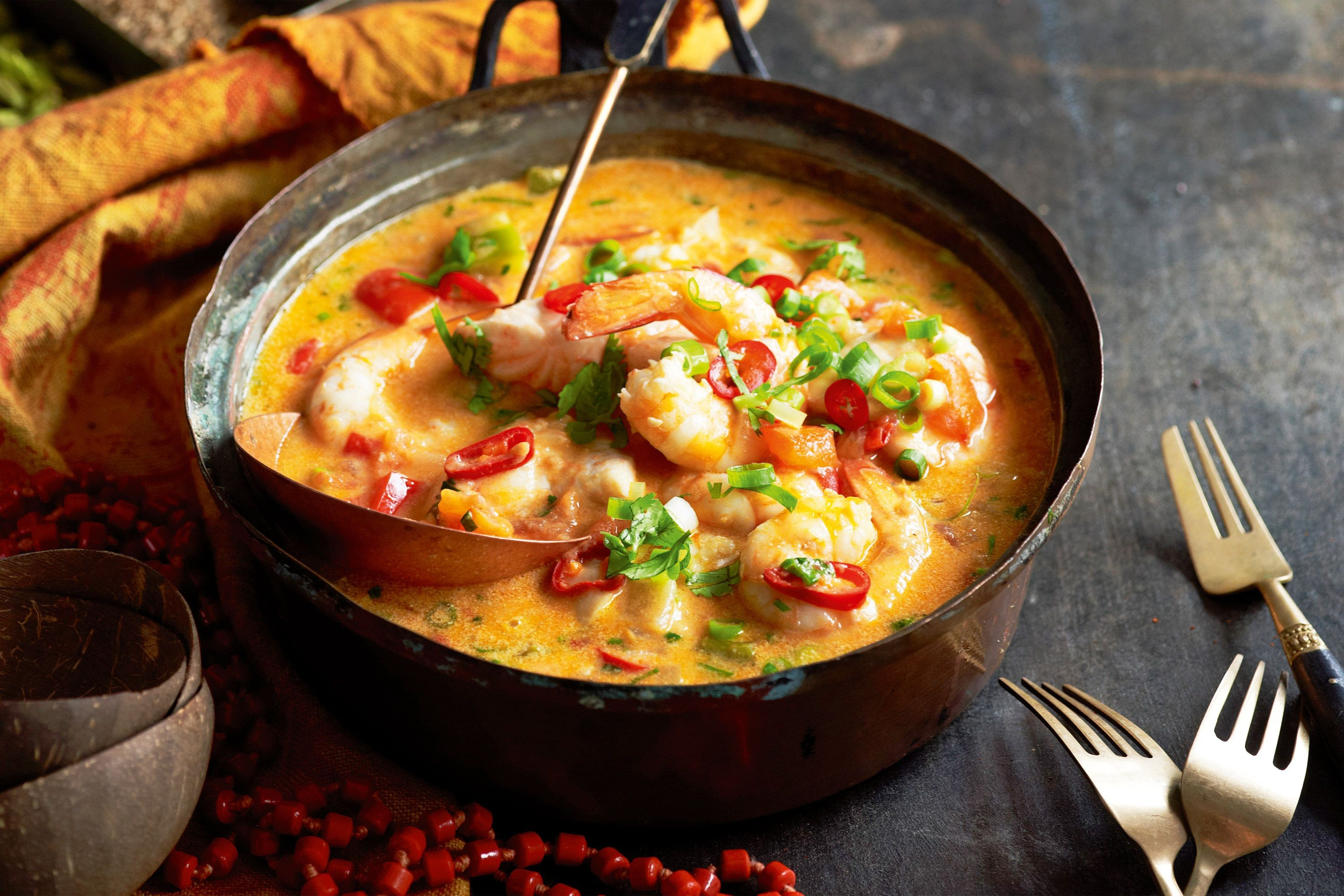
Moqueca из штата Эспириту-Санту

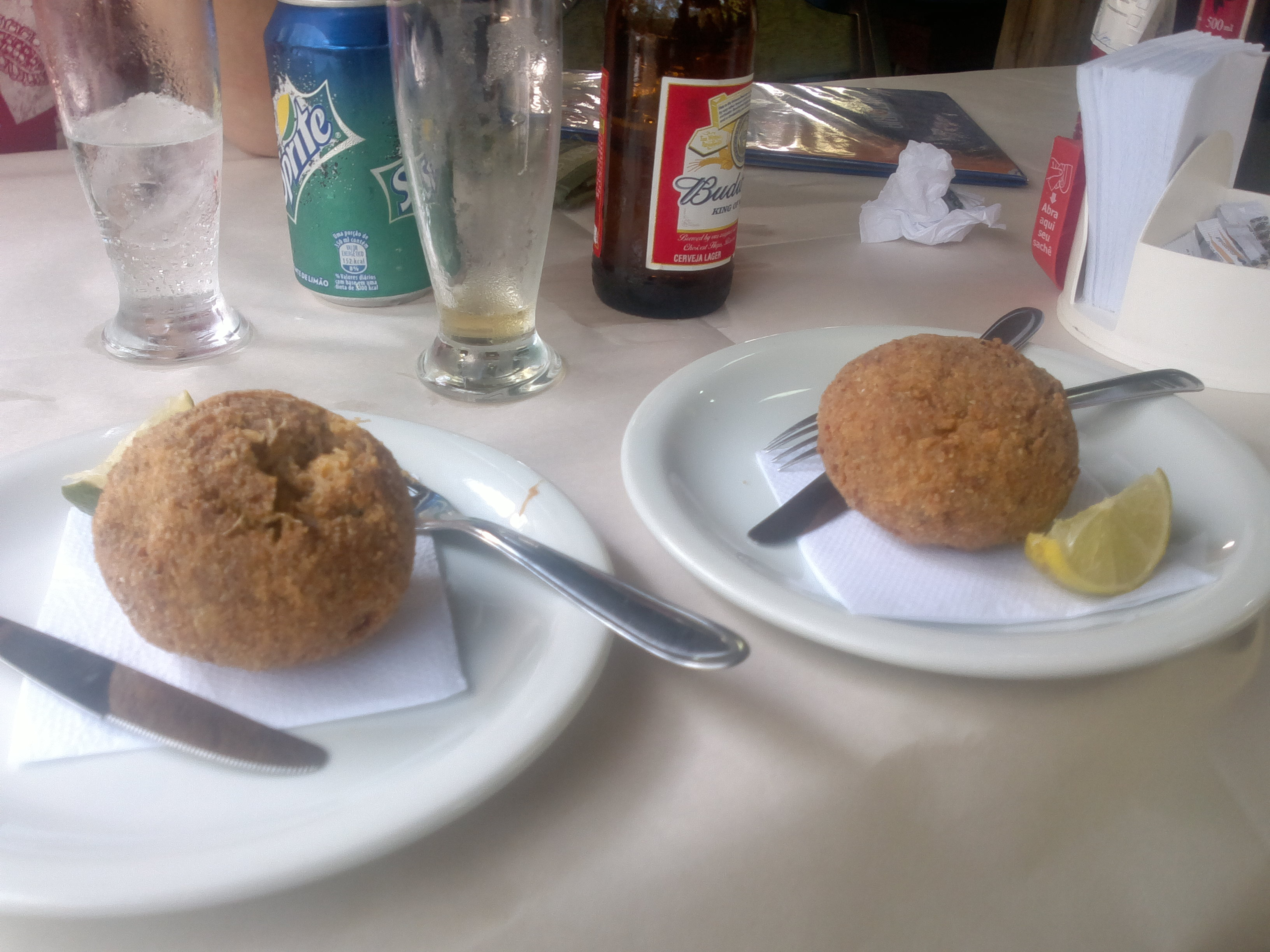
Фаршированные раковины синих крабов, известные как casquinha de siri

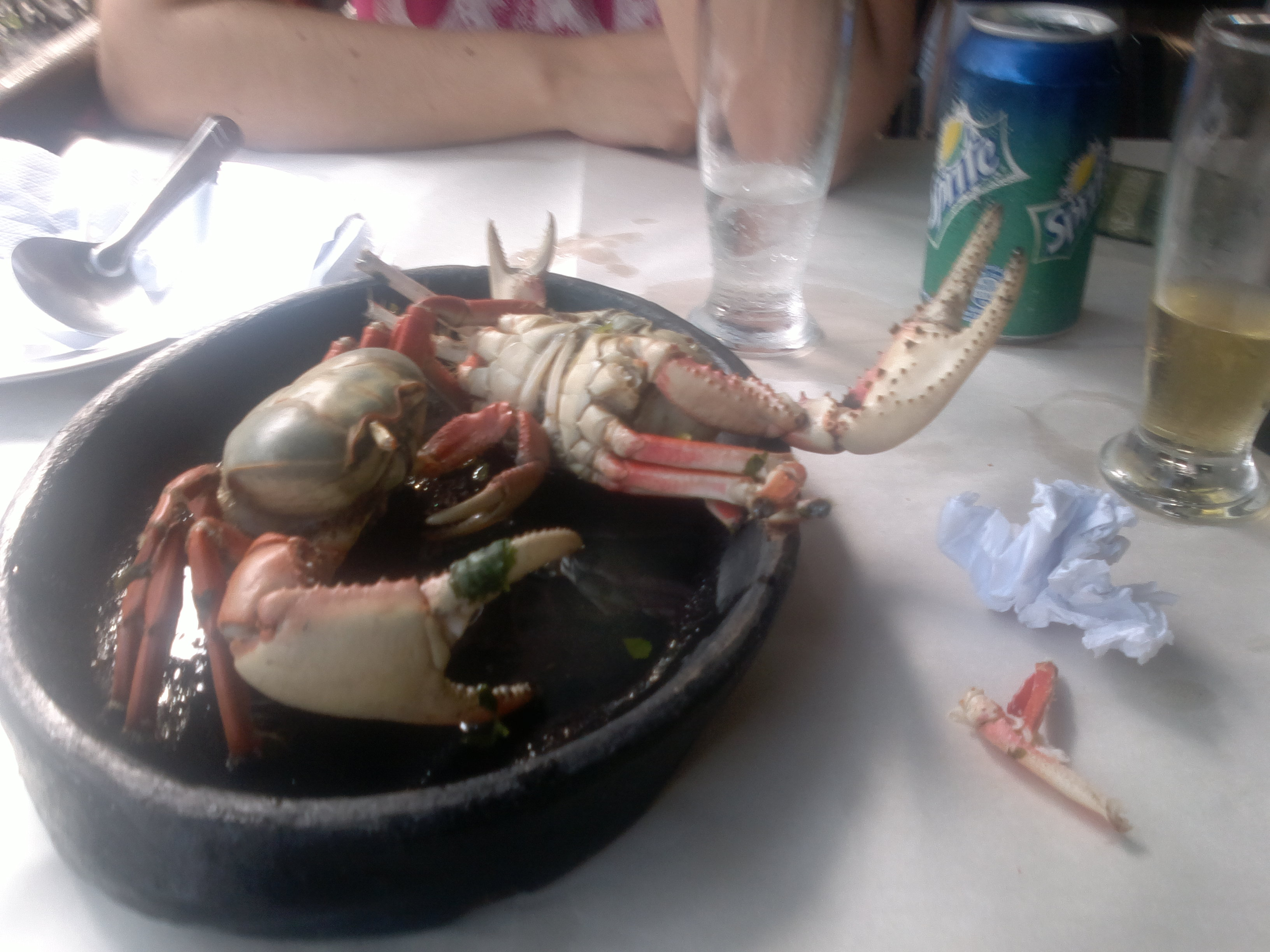
Приготовленный краб

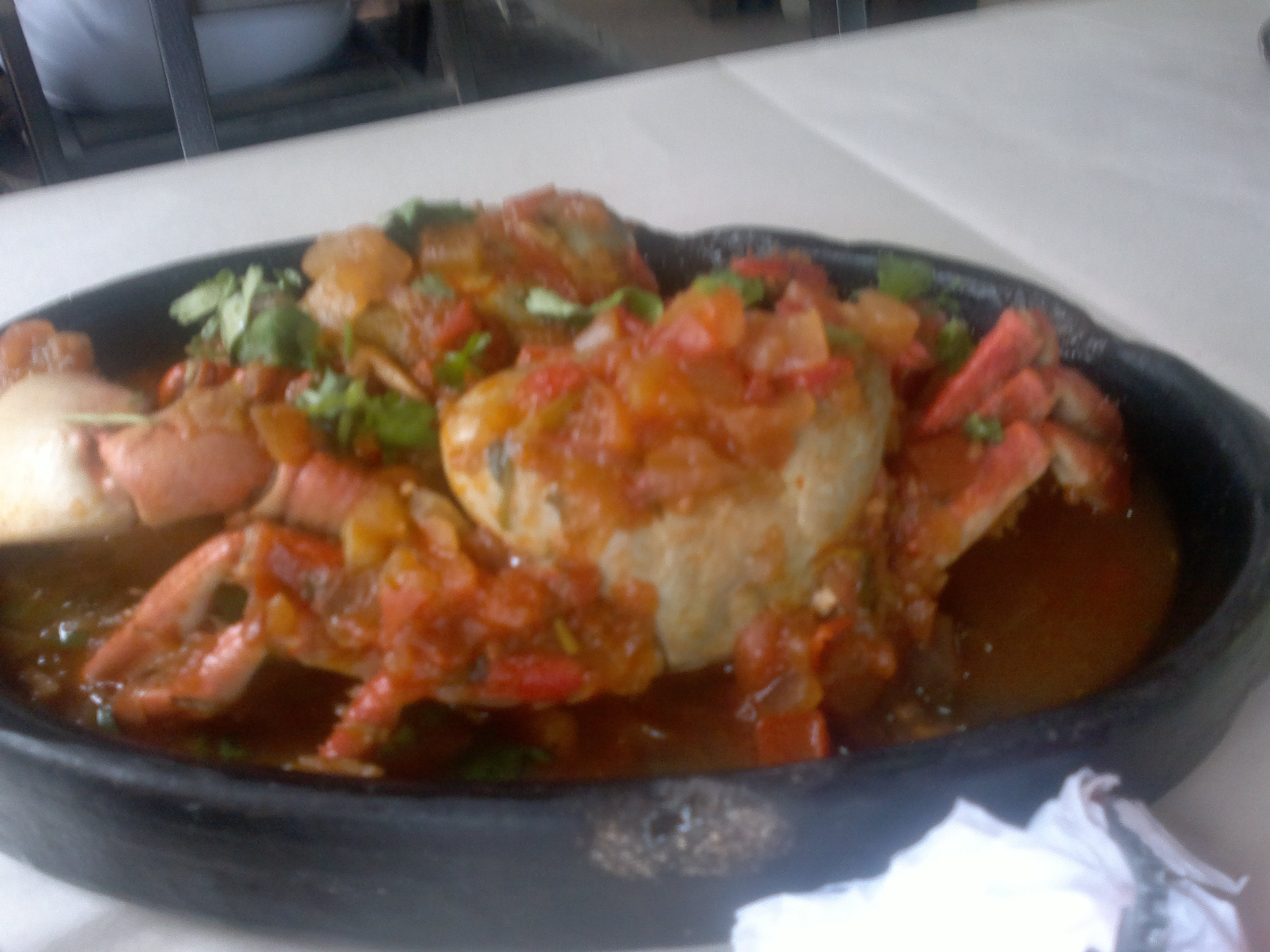
Приготовленный краб с томатным соусом в ресторане Рио-де-Жанейро

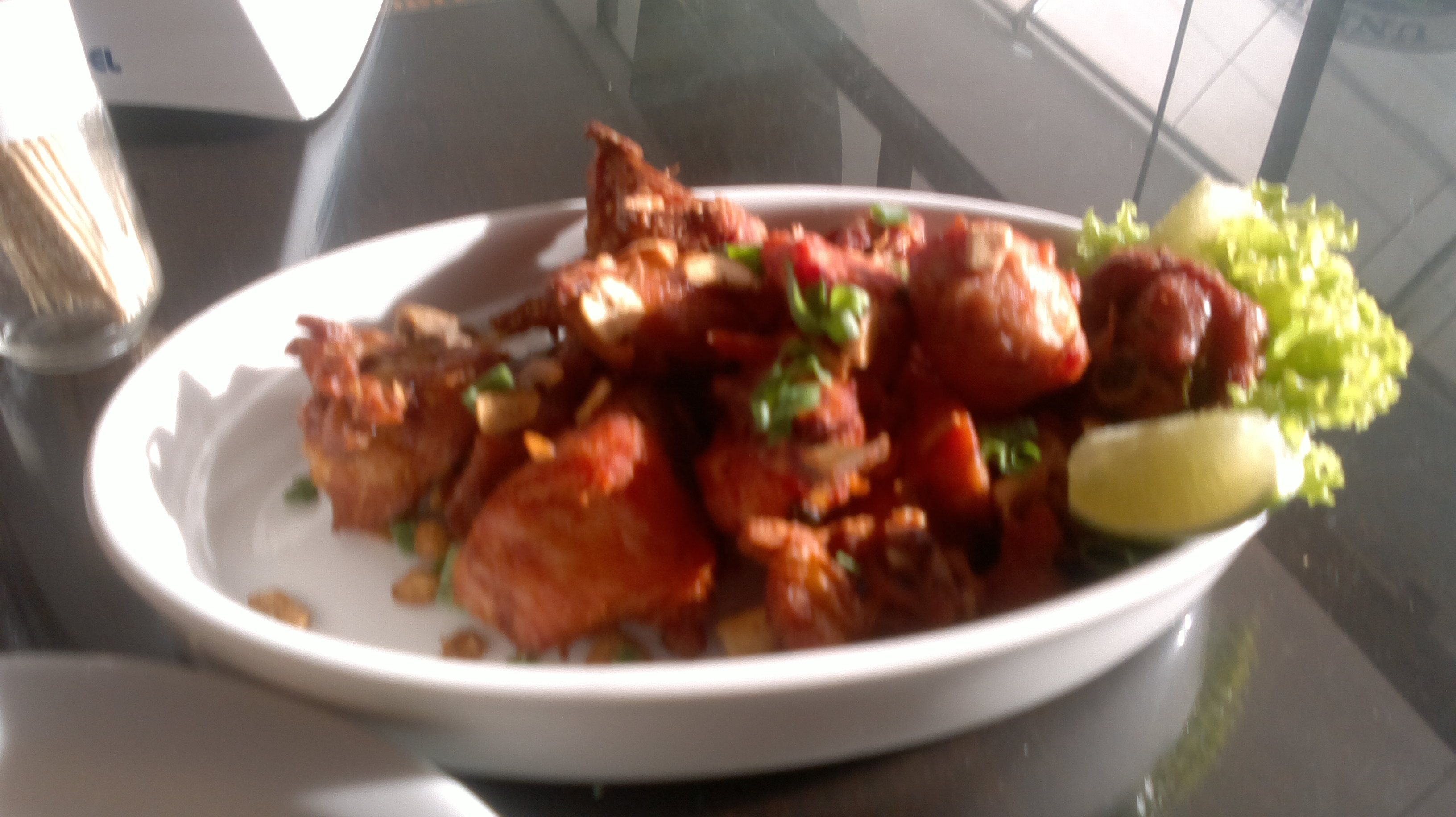
Frango a passarinho, блюдо из курицы, которое подают в штате Минас-Жерайс.

В Рио-де-Жанейро, Сан-Паулу, Эспириту-Санту и Минас-Жерайс, фейжоада популярна, особенно в качестве обеда в среду или субботу. Также часто употребляется picadinho (буквально, нарезанное кубиками мясо), рис с бобами.
В Рио-де-Жанейро, помимо фейжоады, популярным блюдом является любая вариация жареного говяжьего филе, риса и бобов, фарофы, жареного чеснока и жареного картофеля (batatas portuguesas), обычно называемого filé à Osvaldo Aranha. Морепродукты очень популярны в прибрежных районах, как и жареная курица (galeto). Сильное португальское наследие также придало городу вкус к bolinhos de bacalhau (жареным оладьям из трески), которые являются одной из самых распространенных уличных закусок в городе.
В Сан-Паулу типичным блюдом является virado à paulista, приготовленное из риса, virado de feijão (похожее на tutu), обжаренной капусты, жареных бананов или бананов и свиных отбивных. Сан-Паулу также является родиной pastel, блюда, состоящего из тонких кондитерских конвертов, обернутых вокруг разнообразных начинок, затем обжаренных во фритюре в растительном масле. Распространено мнение, что они возникли, когда японские иммигранты адаптировали рецепт жареных блинчиков с начинкой для продажи в качестве закусок на еженедельных уличных рынках. Сан-Паулу также известен parmegianna.
В Минас-Жерайсе региональные блюда включают кукурузу, свинину, фасоль, курицу (в том числе очень типичное блюдо frango com quiabo или курицу с бамией), tutu de feijão (протертые бобы, смешанные с мукой из маниоки) и местные мягкие традиционные сыры.
В Эспириту-Санту наблюдается значительное итальянское и немецкое влияние на местные блюда, как пикантные, так и сладкие. Национальное блюдо, однако имеет индейское происхождение и называется moqueca capixaba, которое представляет собой тушёное блюдо из помидоров и рыбы, традиционно приготовленное в panela de Goiabeiras (глиняный горшок из района Goiabeiras в Витории). Индейская и итальянская кухни являются двумя основными столпами кухни Капишабы. Блюда из морепродуктов, в целом, очень популярны в Эспириту-Санту, но, в отличие от других индейских блюд, почти обязательно использование оливкового масла. Bobó de camarão, torta capixaba и полента также очень популярны.

### Кухня Северной Бразилии
Кухня этого региона, который включает штаты Акри, Амазонас, Амапа, Пара, Рондония, Рорайма и Токантинс, находится под сильным влиянием местной кухни. В штате Пара есть несколько типичных блюд, в том числе:
Pato no tucupi (утка в тукупи) — одно из самых известных блюд штата Пара. Он связан с Círio de Nazaré, большим местным римско-католическим праздником. Блюдо готовится из мяса птицы (утки). После приготовления утку разрезают на кусочки и варят в соусе тукупи. Траву jambu отваривают в солёной воде, сливают воду и кладут на утку. Подается с белым рисом, мукой из маниока и кукурузными лепешками.

### Кухня Центрально-Западной Бразилии
В штате Гояс пеки используются во многих типичных блюдах, особенно в «arroz com pequi» (рис, приготовленный с пеки), и в закусках, в основном в качестве начинки для pastel. Также очень популярна смесь курицы и риса, известная как galinhada.

### Кухня Северо-Восточной Бразилии

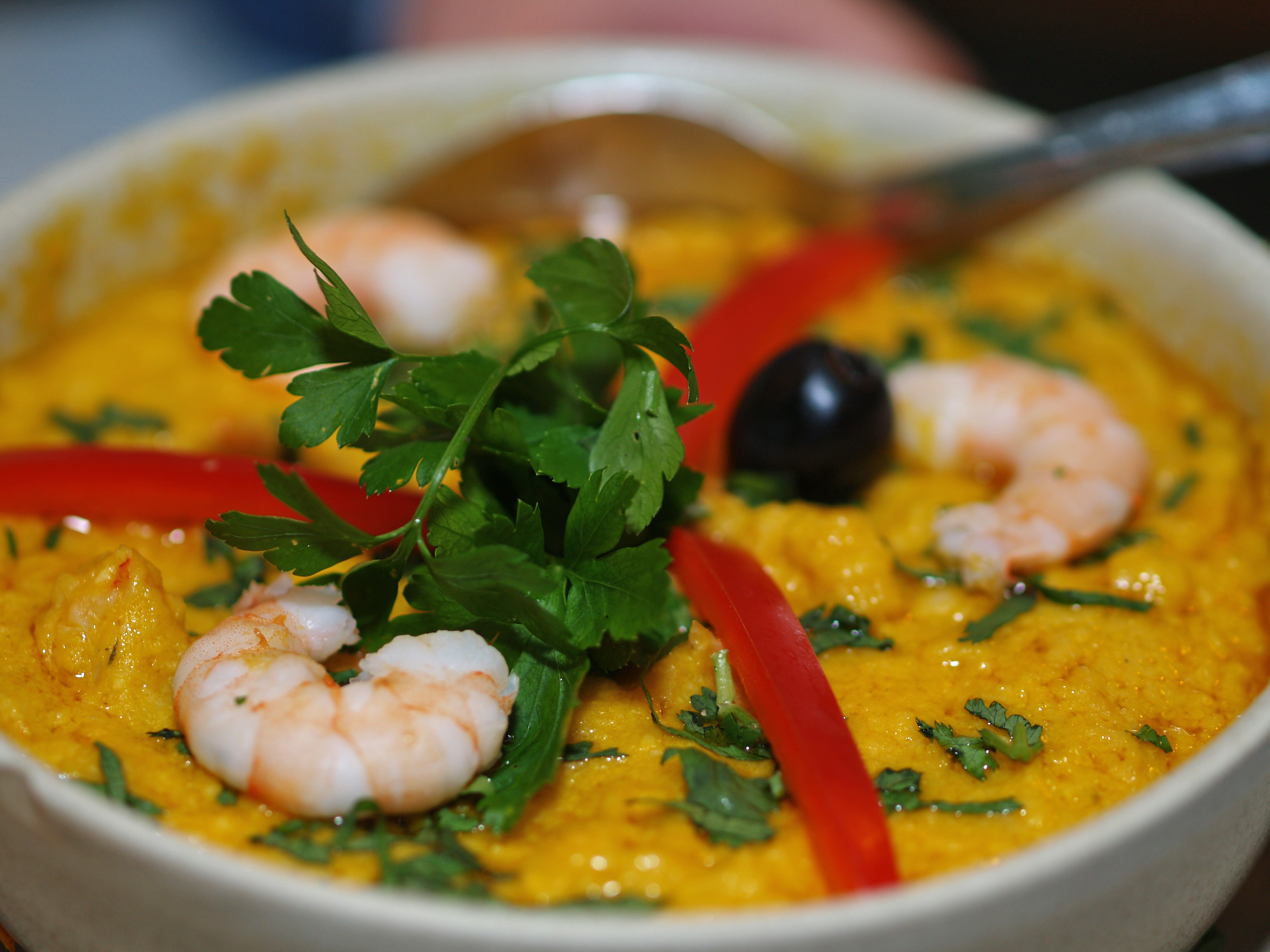
Vatapá

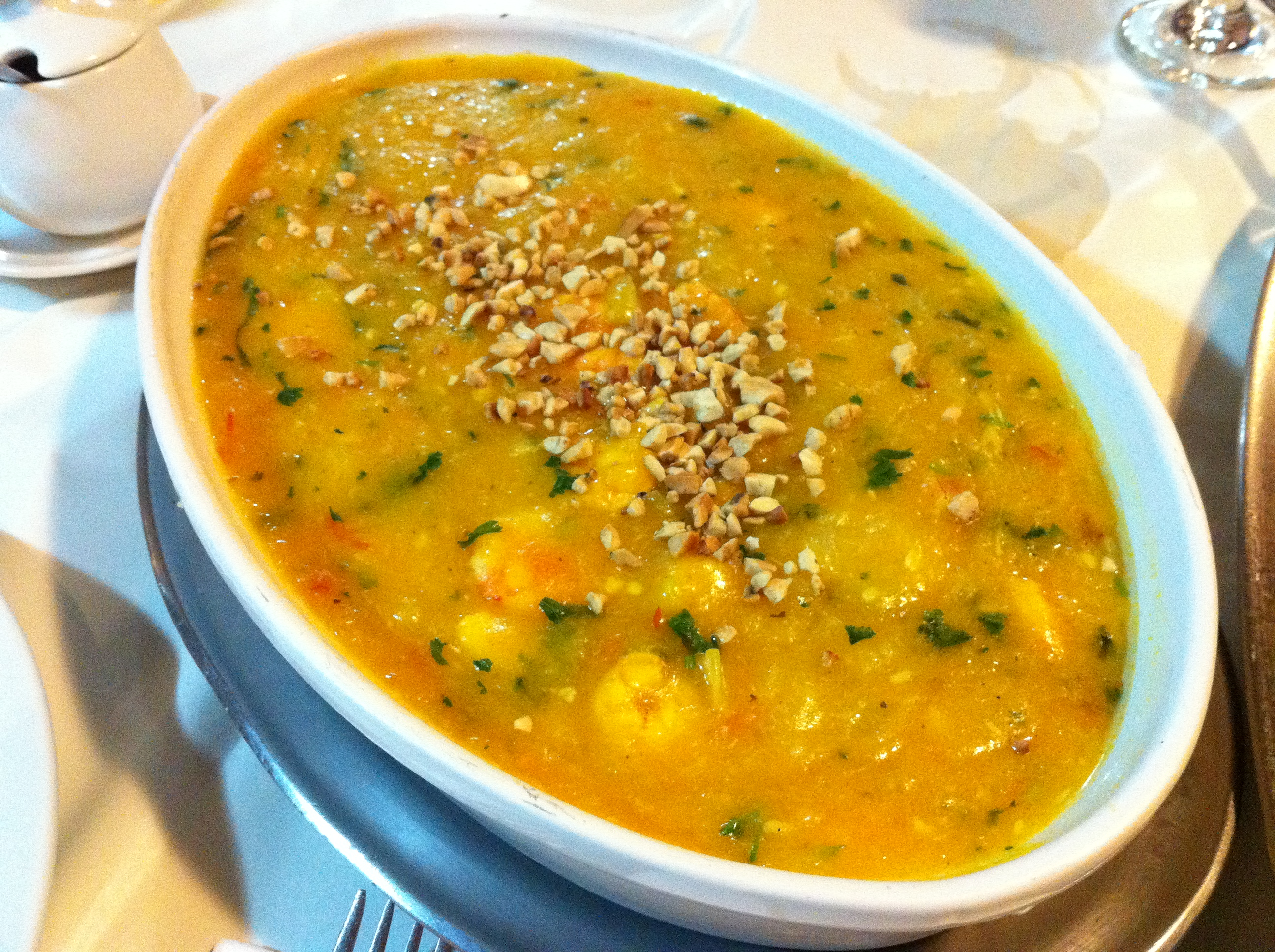
Bobó de camarão

Северо-восточная бразильская кухня находится под сильным влиянием африканской кухни от прибрежных районов Пернамбуку до Баии, а также пищевые привычки коренного населения, проживавшего в этом регионе.
Vatapá — это бразильское блюдо, приготовленное из хлеба, креветок, кокосового молока, мелко измельченного арахиса и пальмового масла, растёртых в кремообразную пасту.
Bobó de camarão — это блюдо, приготовленное из маниоки и креветок (camarão).
Акараже — это блюдо, приготовленное из очищенного черноглазого гороха, сформованного в шарик, а затем обжаренного во фритюре в dendê (пальмовое масло). Часто продается как уличная еда, его подают разделенным пополам, а затем начиняют vatapá и caruru. Акараже, как правило, можно приобрести и за пределами штата Баия, включая рынки Рио-де-Жанейро.
В других районах, расположенных ближе к западу или вдали от побережья, блюда больше всего напоминают местную кухню, где многие овощи выращивались в этом районе еще до прихода португальцев. Примером можно привести baião de dois, приготовленный из риса и бобов, сушеного мяса, масла, queijo coalho и других ингредиентов. Джаггери также сильно отождествляется с северо-востоком, так как это carne-de-sol, paçoca de pilão и bolo de rolo.
Лепешки или блины из тапиоки также обычно подают на завтрак в некоторых штатах с начинкой из кокоса, сыра или сгущенного молока, масла и некоторых видов мяса. Их также можно заправить десертной начинкой.

### Кухня Южной Бразилии
В южной Бразилии, благодаря давним традициям животноводства и интенсивной иммиграции немцев, красное мясо является основой местной кухни.
Помимо многих блюд из пасты, сосисок и десертов, распространенных в континентальной Европе, чурраско — это термин, обозначающий барбекю (похожее на аргентинское или уругвайское блюдо асадо), которое возникло в южной Бразилии. Он содержит разнообразные виды мяса, которые могут быть приготовлены на специально построенной «churrasqueira» — гриле для барбекю, часто с подставками для вертелов или шампуров. Переносные «churrasqueiras» похожи на те, что используются для приготовления аргентинского и уругвайского асадо, с подставкой для гриля, но у многих бразильских «churrasqueiras» нет грилей, только шампуры над углями. В качестве альтернативы мясо можно приготовить на больших металлических или деревянных шампурах, опирающихся на подставку, или воткнуть в землю и обжарить на углях (также можно использовать древесину, особенно в штате Риу-Гранди-ду-Сул).
Поскольку гаучо вели кочевой образ жизни и жили за счет земли, у них не было возможности сохранить пищу, они собирались вместе после забоя коровы, насаживали на шампур и сразу же готовили большие порции мяса на дровяном огне (не совсем так, как гаучо готовили charque). Приготовленное на медленном огне мясо пропитывалось собственным соком, и в результате получались нежные, ароматные стейки. Этот стиль будет продолжать вдохновлять многие современные «churrascaria», которые имитируют стиль приготовления пищи, когда официанты приносят большие куски жареного мяса на столы посетителей и нарезают порции на заказ.
Chimarrão — это региональный напиток, который часто ассоциируется с образом гаучо.

## Популярные блюда

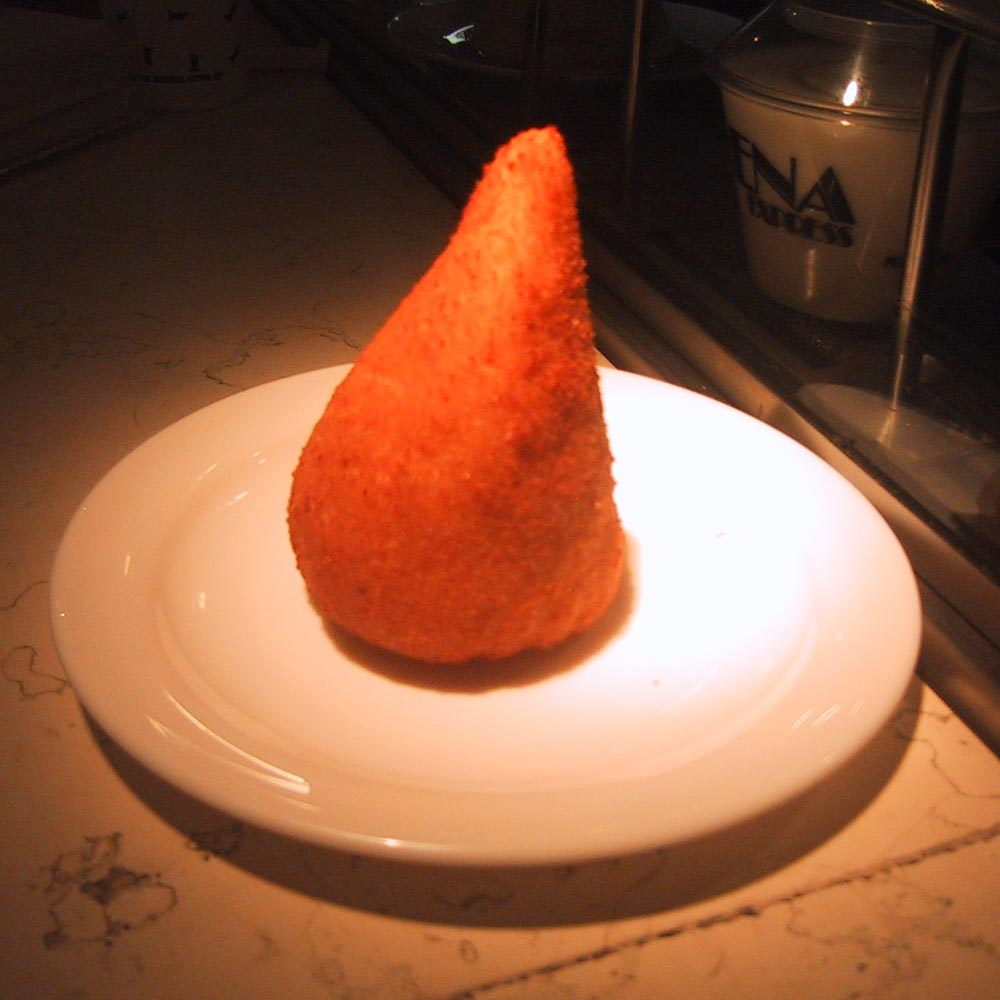
Коксинья — популярная бразильская закуска.

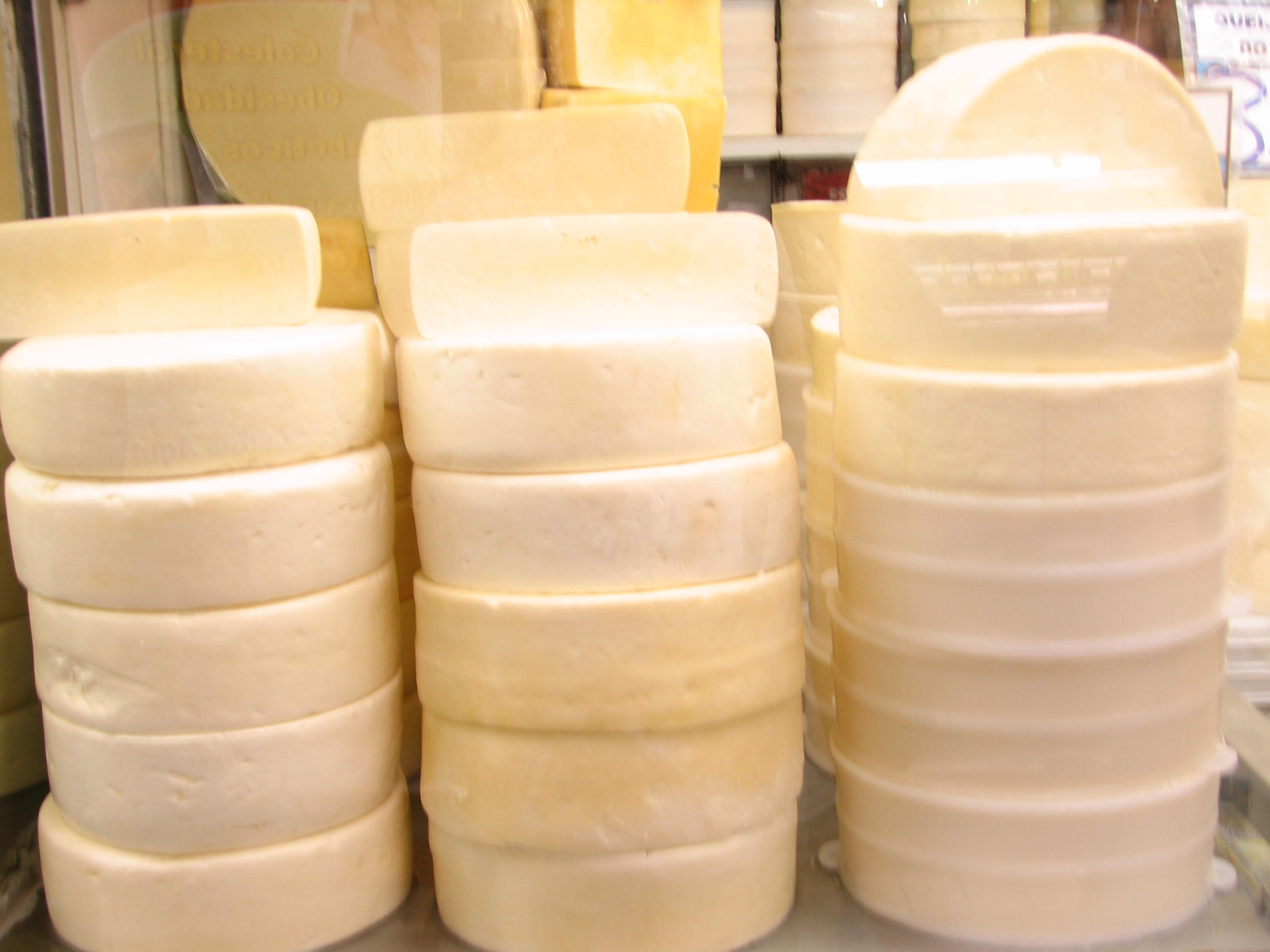
Сыр канастра.

- Рис с бобами — чрезвычайно популярное блюдо, считающееся основным за столом; традиция, которую Бразилия разделяет с несколькими странами Карибского бассейна. Бразильский рис с бобами обычно готовят с использованием либо свиного сала, либо более распространенных в настоящее время пищевых растительных жиров и масел, в разновидности средиземноморского софрито, называемого refogado, который обычно включает чеснок в обоих рецептах.
- В дополнение к рису с бобами бразильцы обычно едят макароны (в том числе спагетти, лазанью, якисобу, рамэн и рисовую лапшу), салат из макарон, различные блюда с использованием картофеля или маниока и поленты в качестве заменителей риса, а также салаты, клецки или супы из зеленого горошка, нута, черноглазого горошка, бобов, масляных бобов, соевых бобов, чечевицы, маша (которая пришла в Бразилию из-за японской традиции есть её ростки), адзуки и других бобовых, культивируемых в Южной Америке с доколумбовых времен. Чаще употребляют заменители риса с бобами на таких праздниках, как Рождество и Новый год (традиция — чечевица), в качестве продолжения чурраско (в основном картофельный салат/салат из моркови, называемый maionese, из-за широкого использования как промышленного, так и домашнего майонеза, который может включать яичные белки, сырой лук, зеленый горошек, сахарную кукурузу или даже тыквы чайот и произносится почти так же, как на английском и французском языках) и в других особых случаях.
- В любом случае основу бразильской повседневной кухни составляют комбинация крахмала (чаще всего злаков), бобовых, белков и овощей. Существует также различие между овощами группы verduras, или зеленью, и группой бобовых (не имеющей отношения к ботанической концепции), или незелеными овощами.
- Salgadinhos — это небольшие пикантные закуски (буквально солёные). Подобно испанским тапас, они в основном продаются в угловых магазинах и являются основным продуктом на семейных праздниках рабочего класса и представителей низшего среднего класса. Существует много видов выпечки:
  - Pão de queijo (буквально «сырный хлеб»), типичная бразильская закуска, представляет собой небольшую мягкую булочку из муки маниока, яиц, молока и сыра минас. Его можно купить в готовом виде в магазине на углу или заморозить и выпечь в супермаркете, и он не содержит глютена.
  - Коксинья — это куриный крокет в форме куриного бедра.
  - Kibe/Quibe: чрезвычайно популярное, оно соответствует ливанскому блюду киббех и было привнесено в основную бразильскую культуру сирийскими и ливанскими иммигрантами. Его можно подавать запеченным, жареным или сырым.
  - Эсфиха: ещё одно ближневосточное блюдо, несмотря на то, что оно появилось недавно в бразильской кухне, в настоящее время его легко найти повсюду, особенно в северо-восточных, южных и юго-восточных регионах. Это пироги/пирожные с начинкой из говядины, баранины, творожного сыра или приправленных овощами.
  - Pastéis — это выпечка с самыми разнообразными начинками. Похоже на испанские жареные эмпанада, но японского происхождения (привезенные в Бразилию японской диаспорой). Для разделения вкусов используются разные формы, две наиболее распространенные формы — полумесяц (сыр) и квадрат (мясо). Размер, вкус и форма могут сильно различаться.
  - Эмпады — это закуски, которые в небольшом масштабе напоминают пироги в горшочках. Наполненный смесью пальмовых сердцевин, гороха, муки и курицы или креветок.
- Misto-quente — это сэндвич с ветчиной и сыром на гриле.
- Cuscuz branco — это десерт, состоящий из измельченной тапиоки, приготовленной с кокосовым молоком и сахаром, и является кускусом, эквивалентным рисовому пудингу.
- Асаи, купуасу, карамбола и многие другие тропические фрукты доставляются из тропических лесов Амазонки и употребляются в коктейлях или в виде свежих фруктов. Другие аспекты амазонской кухни также приобретают популярность.
- Cachorro-quente — бразильская версия хот-догов, обычно украшенная томатным соусом, кукурузой, горошком и картофельными чипсами.
- Сыр: молочный штат Минас-Жерайс известен такими сырами, как Queijo Minas, мягкий свежий белый сыр с мягким вкусом, который обычно продается в упаковке с водой; Requeijão, мягко-солёный сыр шелковистой текстуры, который продаётся в стеклянных банках и едят с хлебом; и Catupiry, мягкий плавленый сыр, продаваемый в характерной круглой деревянной коробке.
- Pinhão — кедровый орех бразильской сосны (Araucaria angustifolia), распространенного дерева в высокогорьях южной Бразилии. Орехи отваривают и едят в качестве закуски в зимние месяцы. Обычно его едят во время праздника Юнины.
- Risoto (ризотто) — это итальянское блюдо из риса, приготовленное с курицей, креветками и морепродуктами в целом или с другими основными продуктами питания, которые иногда подают с овощами, это ещё одно очень популярное блюдо в Южной Бразилии из-за массовых волн итальянской иммиграции.
- Mortadella sandwich
- Сок сахарного тростника, смешанный с фруктовыми соками, такими как ананасовый или лимонный.
- Angu — популярное гарнирное блюдо (или замена риса, содержащего «крахмальный элемент», распространенный в Южной и Юго-Восточной Бразилии). Похоже на итальянскую поленту.
- Arroz com pequi — традиционное блюдо бразильского региона Серраду и символ кухни Центрально-Западной Бразилии. В основном его готовят из риса, приправленного пеки, также известного как орех суари, и часто из курицы.
- Barreado[13] — типичное блюдо штата Парана, Бразилия. Это тушеное мясо, приготовленное на медленном огне, приготовленное в глиняном горшке, крышка которого запечатана своего рода глиной из пшеничной или маниоковой муки, отсюда и название (что буквально означает «мутный»). Традиционно Barreado готовили из мяса буйвола, но в наши дни его обычно готовят из говядины, бекона, помидоров, лука, тмина и других специй, укладывают последовательными слоями в большую глиняную урну, накрывают, а затем «barreada» (запечатывают) пастой из золы и фариньи (маниоковая мука), а затем медленно готовят в дровяной печи в течение 12-18 часов. В настоящее время все чаще используются скороварки и газовые или электрические духовки[14].

Также заслуживают внимания:
- Специальные этнические блюда и рестораны, которые часто встречаются в Бразилии, включают арабскую кухню (ливанскую и сирийскую), местные вариации китайской кухни (тем не менее, более близкие к традиционной, чем американская китайская кухня), итальянскую кухню и японскую кухню (суши-бары являются постоянными в крупных мегаполисах, и люди из Рио-де-Жанейро больше привыкли к temaki, чем люди из Сан-Паулу, где проживает более 70 % японской диаспоры в стране).
- Пицца также чрезвычайно популярна. Обычно его готовят в дровяной печи с тонкой эластичной корочкой, небольшим или очень небольшим количеством соуса и рядом интересных начинок. Помимо «традиционных» итальянских начинок для пиццы, доступны такие продукты, как сыр гуава и сыр Минас, банан и корица, птица (измельченное куриное мясо или копченая грудка индейки), а также катупири и шоколад. Традиционно пиццу поливают оливковым маслом, но в некоторых регионах люди любят кетчуп, горчицу и даже майонез на пицце.
- Бразильский ореховый пирог — это торт бразильской кухни, который распространен и популярен в регионе Амазонки в Бразилии, Боливии и Перу[15].
- Broa — кукурузный хлеб с фенхелем.

## Напитки
- Кашаса — это местный бразильский ликёр, получаемый из сахарного тростника и являющийся основным ингредиентом национального напитка Кайпиринья. Другие напитки включают чай мате, chimarrão и tereré (оба из них состоят из мате), кофе, фруктовый сок, пиво (в основном пльзеньский сорт), ром, гуарана и батида. Гуарана — это безалкогольный напиток с кофеином, приготовленный из семян гуараны, а батида — это разновидность фруктового пунша[1].

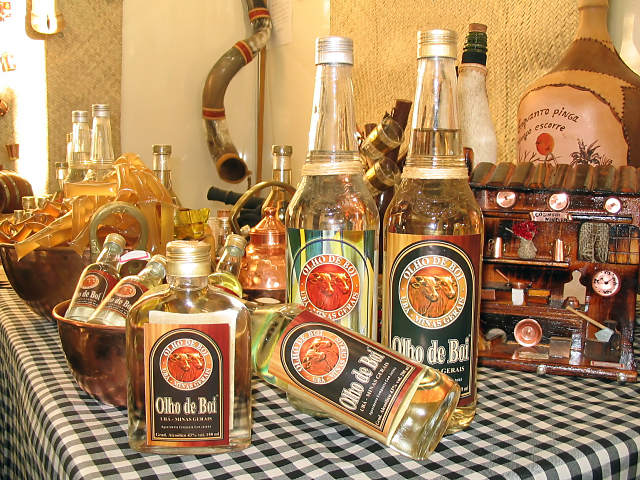
Бразильская кашаса
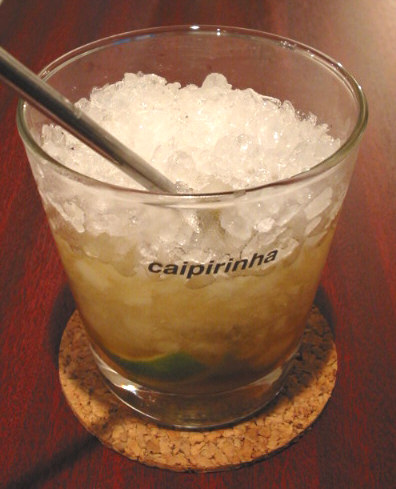
Кайпиринья, национальный напиток
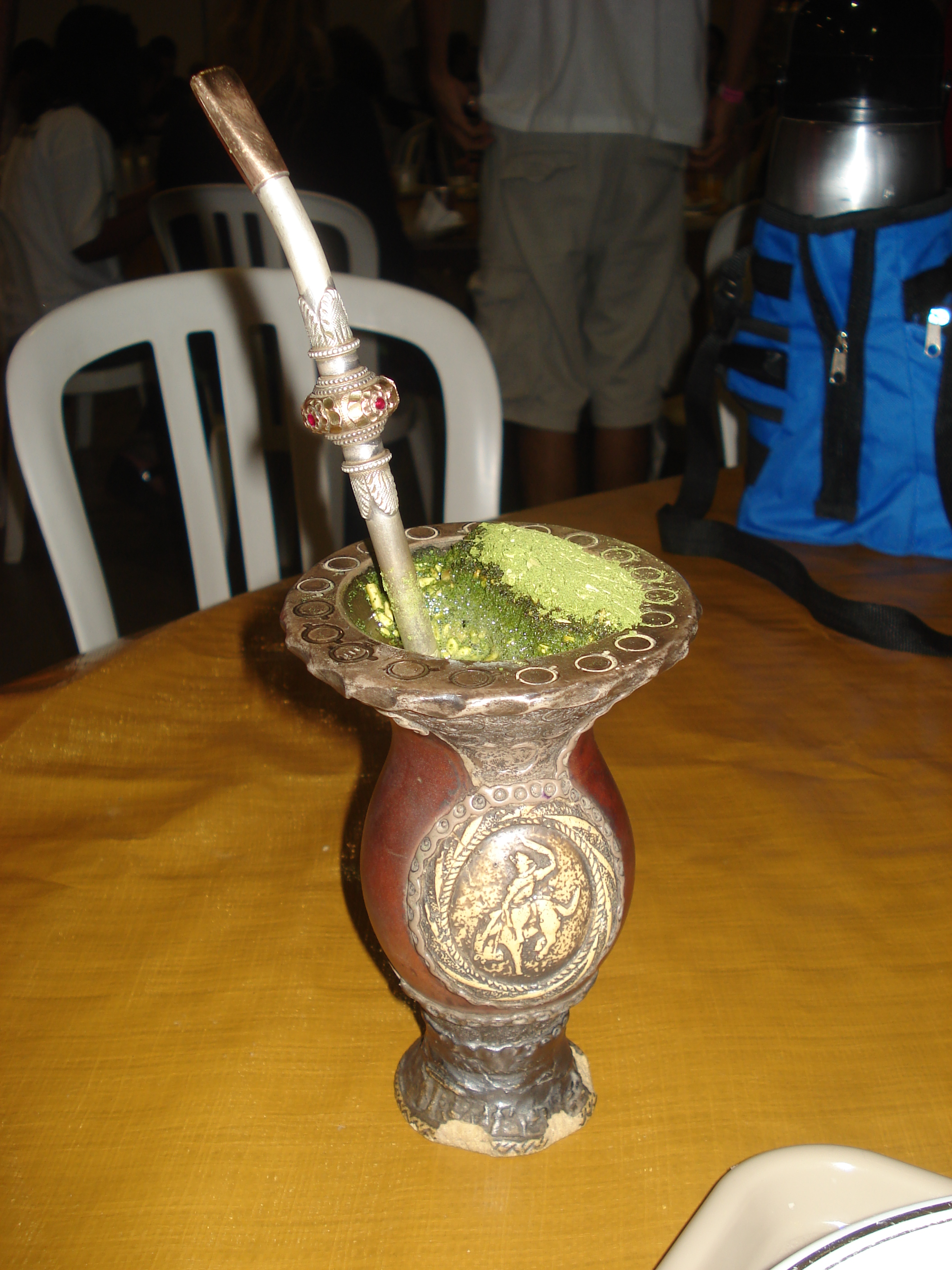
Chimarrão

## Типичные и популярные десерты
В Бразилии есть множество конфет, таких как бригадейро (шарики с шоколадной помадкой), кокада (кокосовая конфета), бейжиньо (кокосовые трюфели и гвоздика) и romeu e julieta (сыр с джемом из гуавы, известный как гойябада). Из арахиса делают paçoca, rapadura и pé-de-moleque. Местные распространенные фрукты, такие как асаи, купуасу, манго, папайя, какао, кешью, гуава, апельсин, маракуйя, ананас и ямайская слива, превращаются в соки и используются для приготовления шоколада, фруктового льда и мороженого.

### Типичные торты (bolos)

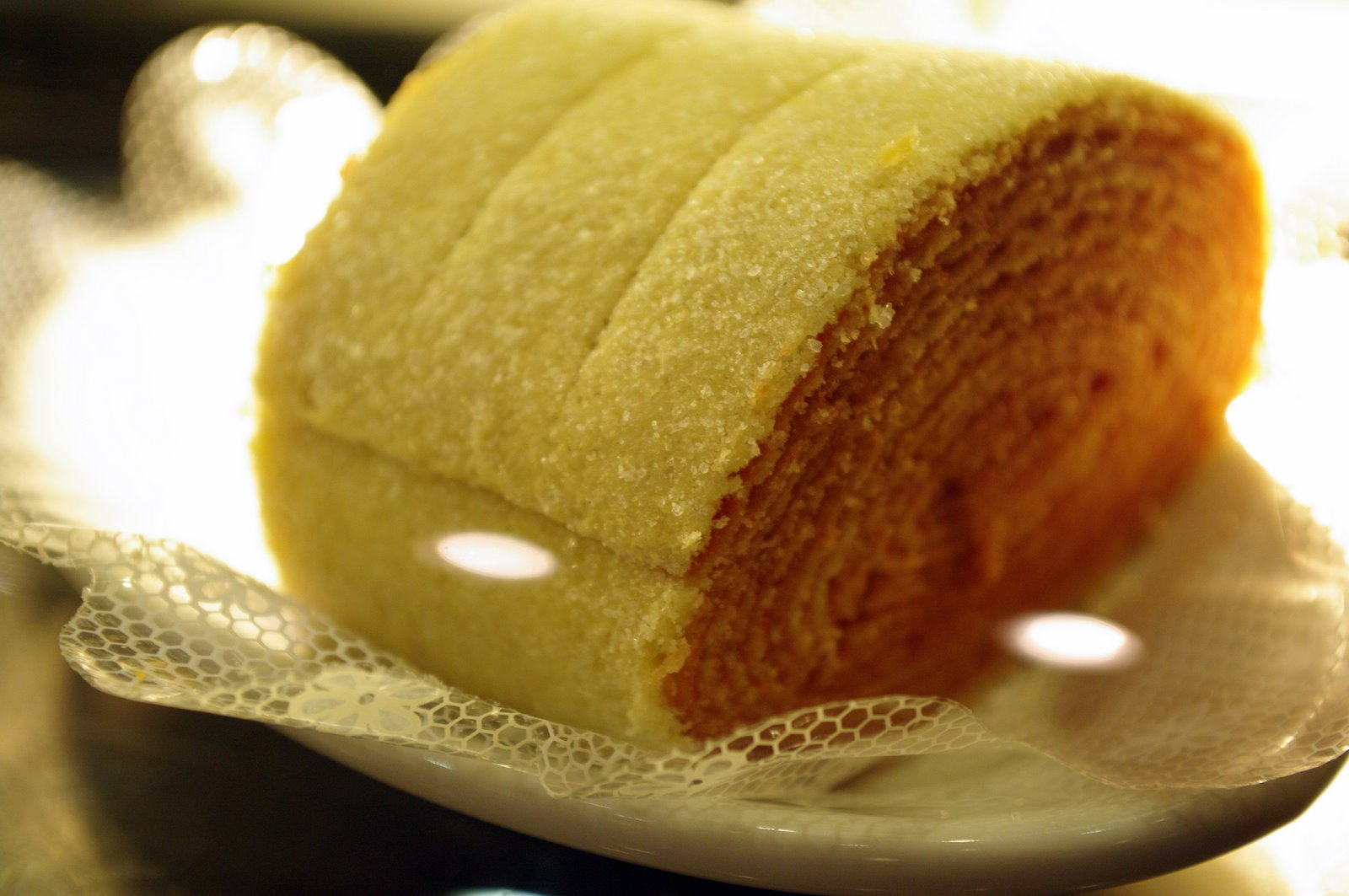
Болу-ди-ролу

- Nega maluca (шоколадный торт с шоколадной глазурью и шоколадной крошкой)
- Pão de mel (медовый торт, чем-то напоминающий имбирный пряник, обычно покрывается растопленным шоколадом)
- Bolo de rolo (рулет, тонкая масса которой обернута растопленной гуавой)
- Bolo de cenoura (морковный торт с шоколадной глазурью, приготовленный с маслом и какао)
- Bolo prestígio (торт, покрытый разновидностью бригадейро, которая заменяет какао-порошок на тертый кокосовый орех)
- Bolo de fubá (торт из кукурузной муки)
- Bolo de milho (кукурузный пирог в бразильском стиле)
- Bolo de maracujá (торт из маракуйи)
- Bolo de mandioca (торт из маниока)
- Bolo de queijo (буквально «сырный пирог»)
- Bolo de laranja (апельсиновый торт)
- Bolo de banana (банановый торт с кондитерской крошкой из корицы)

### Другие популярные и традиционные десерты

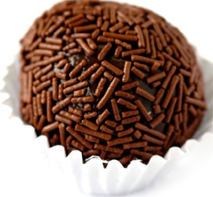
Бразильская шоколадная конфета (бригадейро).

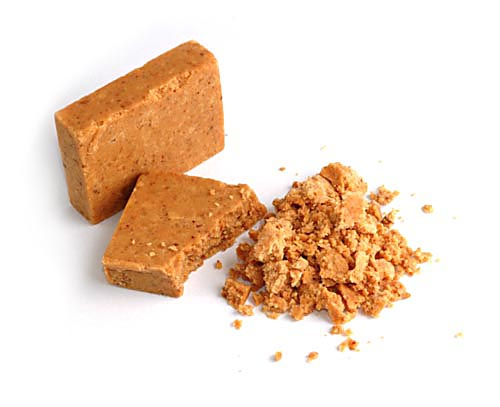
Paçoca

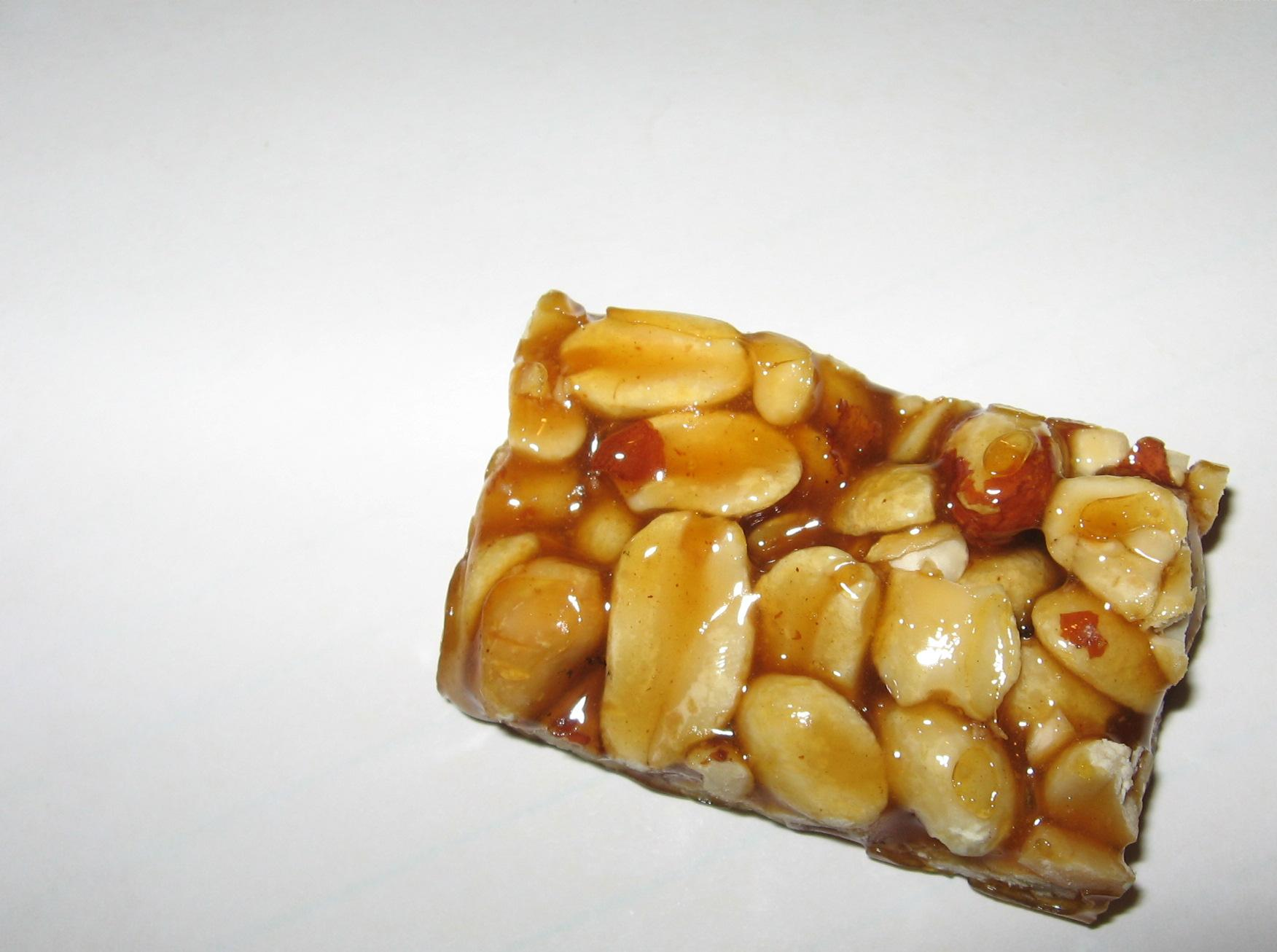
Pé-de-moleque

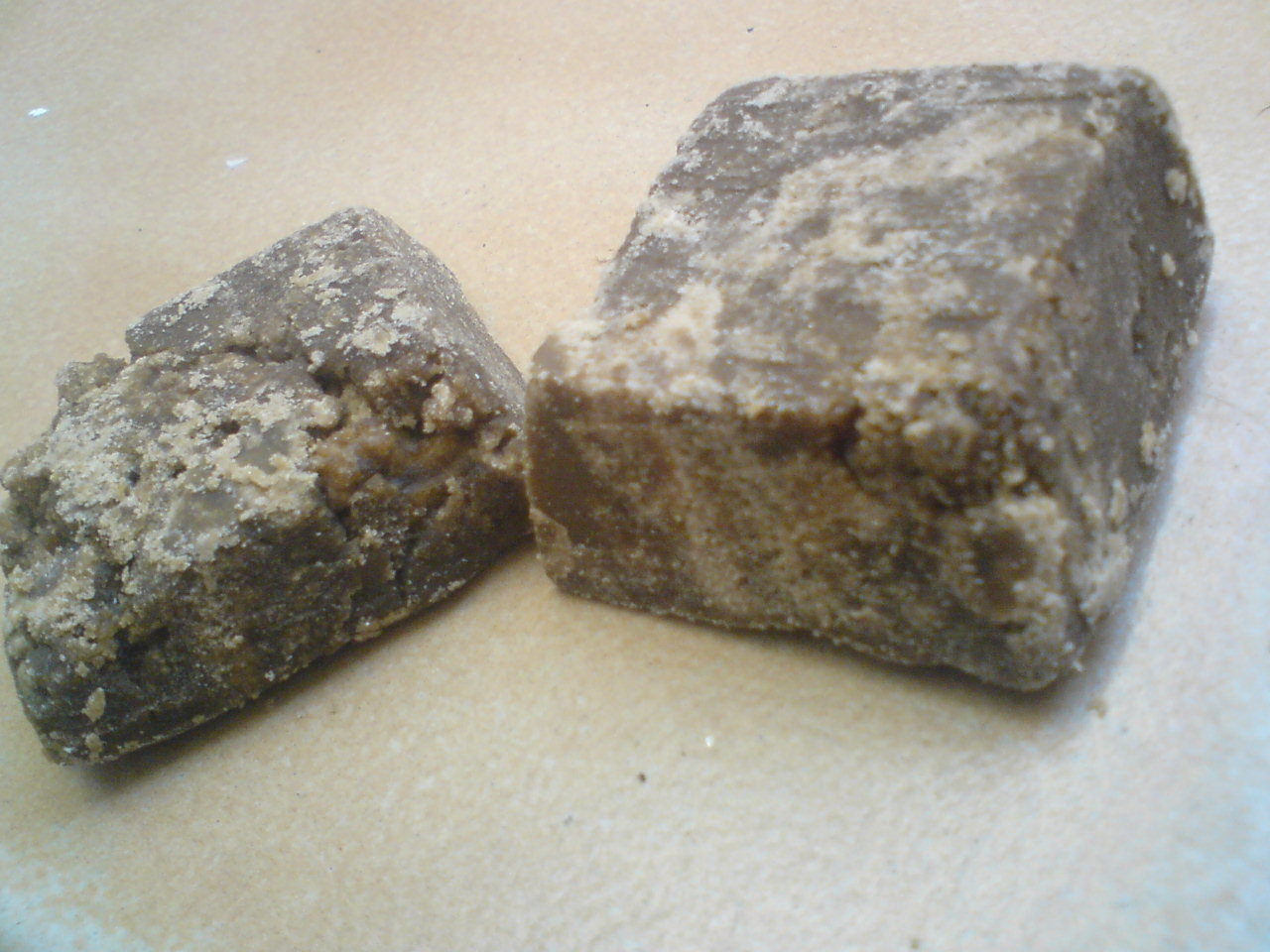
Rapadura

- Инжир, папайя, манго, апельсин, цитрон, груша, персик, тыква, батат (среди прочего), сладости и консервы, которые часто едят с твердым свежим сыром или doce de leite.
- Киндим (яичный заварной крем с кокосовой стружкой)[1]
- Бригадейро (бразильская шоколадная конфета)
- Biscoitos de maizena (печенье из кукурузного крахмала)
- Бейжиньо (кокосовые «трюфели» с гвоздикой)
- Cajuzinho («трюфели» из арахиса и кешью)
- Cocada (кокосовая сладость)
- Olho-de-sogra
- Pudim de pão (буквально «хлебный пудинг», пирог, сделанный из хлеба «со вчерашнего дня», погруженного в молоко вместо муки (плюс другие типичные ингредиенты пирога, такие как яйца, сахар и т. д.) с сушеными дольками апельсина и гвоздикой)
- Manjar branco (кокосовый пудинг с карамельной глазурью и сушеными сливами)
- Doce de leite
- Arroz-doce (рисовый пудинг)
- Canjica (похож на рисовый пудинг, но приготовленный из белой кукурузы)
- Romeu e Julieta: гойябада (сладкая гуава) с белым сыром (чаще всего сыр Минас или requeijão)
- Torta de limão (буквально «лаймовый пирог», песочное тесто со сливочной начинкой со вкусом лайма)
- Pé-de-moleque (сделан из арахиса и сахарной карамели)
- Paçoca (похож на испанские polvorones, но сделан из арахиса вместо миндаля и без добавления жиров)
- Pudim de leite (карамельный пудинг на основе сгущённого молока французского происхождения)
- Brigadeirão (pudim de leite с шоколадом или шоколадным тортом)
- Rapadura
- Doce de banana (разные виды банановых конфет, твердые или сливочные)
- Maria-mole
- Pamonha (традиционное бразильское блюдо, приготовленное из свежей кукурузы и молока, завернутое в кукурузную шелуху и сваренное). Он может быть несладким или сладким.
- Papo-de-anjo
- Açaí na tigela (обычно состоит из смеси асаи (бразильских фруктов) с бананами и хлопьями или клубникой и хлопьями (обычно мюсли))
- Крем из авокадо (авокадо, лайм и кондитерский сахар; смешанный и охлажденный)[1]

## Ежедневное питание

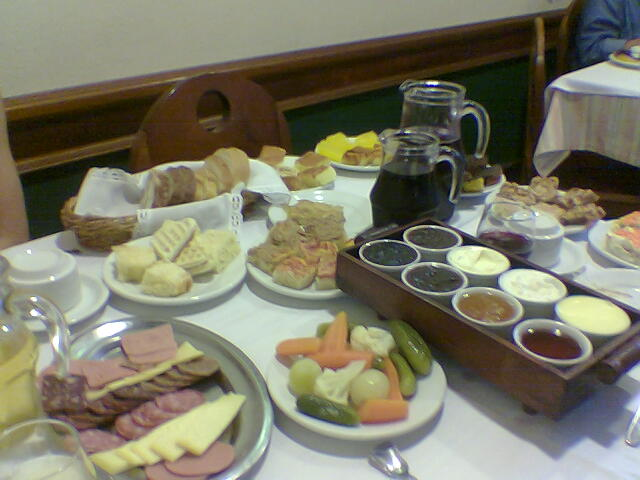
Бразильский завтрак «шведский стол».

- Завтрак¹, café-da-manhã (буквально «утренний кофе»): в каждом регионе есть свой типичный завтрак. Обычно он состоит из легкой еды, и нередко бывает только фрукт или кусок хлеба и чашка кофе. Традиционные блюда включают тропические фрукты, типичные торты, крекеры, хлеб, масло, мясное ассорти, сыр, requeijão, мед, джем, doce de leite, кофе (обычно подслащенный и с молоком), сок, шоколадное молоко или чай.
- Второй завтрак или поздний завтрак², lanche-da-manhã (буквально «утренняя закуска»): обычно подается между 9 и 11 часами утра, состоит из тех же блюд, что и на завтрак.
- Полуденный обед или ланч¹, almoço: обычно это самый большой прием пищи, и наиболее распространенное время — с 11 утра до 2 часов дня. Традиционно люди возвращаются в свои дома, чтобы пообедать со своими семьями, хотя в настоящее время это невозможно для большинства людей, и в этом случае принято обедать группами в ресторанах или кафетериях. Рис является основным продуктом бразильского приёма пищи, хотя вместо него нередко едят макароны. Его обычно едят вместе с фасолью и с салатом, белком (чаще всего красного мяса или курицы) и гарнира, такого как полента, картофель, кукуруза и т.д…
- Чай², lanche-da-tarde или café-da-tarde (буквально «полдник» или «послеобеденный кофе»): это еда между обедом и ужином, и в основном все, что люди едят на завтрак, они также едят на полдник. Тем не менее фрукты встречаются реже.
- Ночной обед или ужин¹, jantar: для большинства бразильцев jantar — легкое блюдо, в то время как другие ужинают ночью. Бутерброды, супы, салаты, паста, гамбургеры или хот-доги, пицца или повторяющиеся полуденные блюда являются наиболее распространенными блюдами.
- Поздний ужин², ceia: бразильцы едят супы, салаты, пасту и то, что ели бы в одиннадцать, если бы их jantar был лёгким ранним вечером, а сейчас поздняя ночь или рассвет. Он ассоциируется с Рождеством и Новым годом.

¹ Основные блюда, которые подаются почти везде и едят почти во всех домохозяйствах, живущих за чертой бедности.

² Второстепенные блюда. Люди обычно едят во время чаепития, в то время как обеды и поздние ужины по-разному зависят от особенностей распорядка дня или определенных диет.

## Стили ресторанов
Простым и обычно недорогим вариантом, который также рекомендуется для вегетарианцев, являются рестораны comida a quilo или comida por quilo (буквально «еда по стоимости килограмма»), шведский стол, где еда оплачивается по весу. Другой распространенный стиль — это ресторан с неограниченным количеством еды, в котором клиенты платят фиксированную цену. В обоих типах (известных под общим названием «самообслуживание») клиенты обычно собирают блюда по своему выбору из большого шведского стола.
Rodízio — это распространенный стиль обслуживания, при котором выплачивается фиксированная цена, а официанты разносят еду. Это обычное дело в churrascarias, пиццериях и суши-ресторанах (японская кухня), в результате чего готовят мясное барбекю «все, что вы можете съесть» и пиццу различного вкуса, обычно подавая по одному кусочку за раз.
Обычный ресторан, где на каждое блюдо установлена определенная цена, называется «restaurante à la carte».

## Вегетарианство
Хотя многие традиционные блюда готовятся из мяса или рыбы, нетрудно питаться и вегетарианской пищей, по крайней мере, в средних и крупных городах Бразилии. Существует богатый ассортимент всевозможных фруктов и овощей, а на городских улицах можно найти сырные булочки (pão de queijo); в некоторых городах даже вариант из сои.
В 2000-х годах в Сан-Паулу, Рио-де-Жанейро и Порту-Алегри появилось несколько вегетарианских и веганских ресторанов. Однако за пределами крупных мегаполисов вегетарианство в стране не очень распространено. Не каждый ресторан может предложить вегетарианские блюда, и некоторые, казалось бы, вегетарианские блюда могут включать нежелательные ингредиенты, например, использование сала для приготовления бобов. Обычно «мясо» означает «красное мясо», поэтому некоторые люди могут предположить, что вегетарианец ест рыбу и курицу. В ресторанах Comida por quilo и «все, что ты можешь съесть» готовят широкий ассортимент свежих блюд. В таких ресторанах посетителям легче найти еду, удовлетворяющую диетическим ограничениям.

## Рекомендации
1. 1 2 3 4  Brittin, Helen. The Food and Culture Around the World Handbook. — Boston : Prentice Hall, 2011. — P. 20–21.
2. ↑  Way of Life. Encarta. MSN. Архивировано 29 октября 2009. Источник. Дата обращения: 17 декабря 2021. Архивировано из оригинала 29 октября 2009 года.
3. ↑  Burns, E. Bradford. A History of Brazil. — New York : Columbia University Press, 1993. — P. 38. — ISBN 0231079559.
4. ↑  Centenário da imigração japonesa - NOTÍCIAS - Imigrantes japoneses ajudaram a 'revolucionar' agricultura brasileira. g1.globo.com. Дата обращения: 17 декабря 2021. Архивировано 27 августа 2017 года.
5. ↑  Centenário da imigração japonesa - NOTÍCIAS - Imigrantes transformaram cidade paulista em grande produtora de ovos. g1.globo.com. Дата обращения: 17 декабря 2021. Архивировано 13 августа 2020 года.
6. ↑  Roger, «Feijoada: The Brazilian national dish Архивировано 29 ноября 2009 года.» braziltravelguide.com.
7. ↑  Cascudo, Luis da Câmara. História da Alimentação no Brasil. São Paulo/Belo Horizonte: Editora USP/Itatiaia, 1983.
8. ↑  A feijoada não é invenção brasileira (порт.). Superinteressante. Дата обращения: 17 декабря 2021. Архивировано 27 августа 2017 года.
9. ↑  O Carapuceiro (jornal) (порт.). Fundaj. Дата обращения: 17 декабря 2021. Архивировано из оригинала 9 сентября 2017 года.
10. ↑  Blazes, Marian. [southamericanfood.about.com/od/appetizersfirstcourses/r/acaraje.htm Brazilian Black-Eyed Pea and Shrimp Fritters – Acarajé]. About.com. Дата обращения: 17 декабря 2021. Архивировано 30 июня 2013 года.
11. ↑  Somwaru, A. Brazil's Beef Production and Its Efficiency: A Comparative Study of Scale Economies – 1–19 / A. Somwaru, C. Valdes. — 2004.
12. ↑  Sumayao, Marco. What Is a Churrascaria? WiseGeek. Дата обращения: 17 декабря 2021. Архивировано 18 января 2020 года.
13. ↑  pt:Barreado
14. ↑  Barreado: The Famous Typical Dish of Paraná State! (24 ноября 2009). Дата обращения: 17 декабря 2021. Архивировано 17 декабря 2021 года.
15. ↑  Castella, K. A World of Cake. — Storey Publishing, LLC, 2012. — ISBN 978-1-60342-446-2. Источник. Дата обращения: 17 декабря 2021. Архивировано 17 декабря 2021 года.
16. ↑  Freyre, Gilberto. Açúcar. Uma Sociologia do Doce, com Receitas de Bolos e Doces do Nordeste do Brasil. São Paulo, Companhia das Letras, 1997.
17. ↑  Vegetarian Restaurants in Brazil. Дата обращения: 17 декабря 2021. Архивировано 22 ноября 2023 года.
18. ↑  Brazil Culture and Traditions. Дата обращения: 17 декабря 2021. Архивировано 17 декабря 2021 года.